# Colline verte

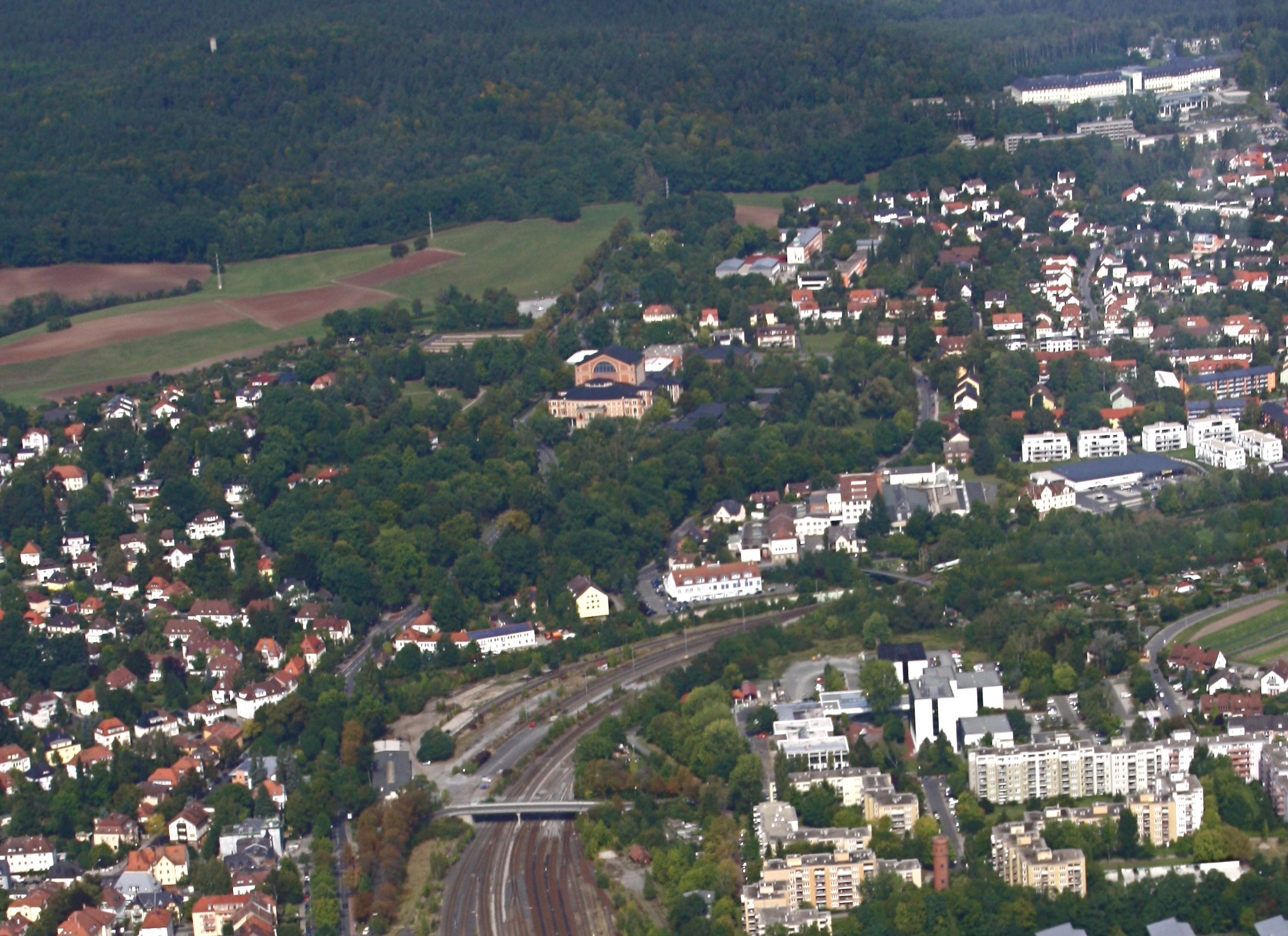
La Colline verte

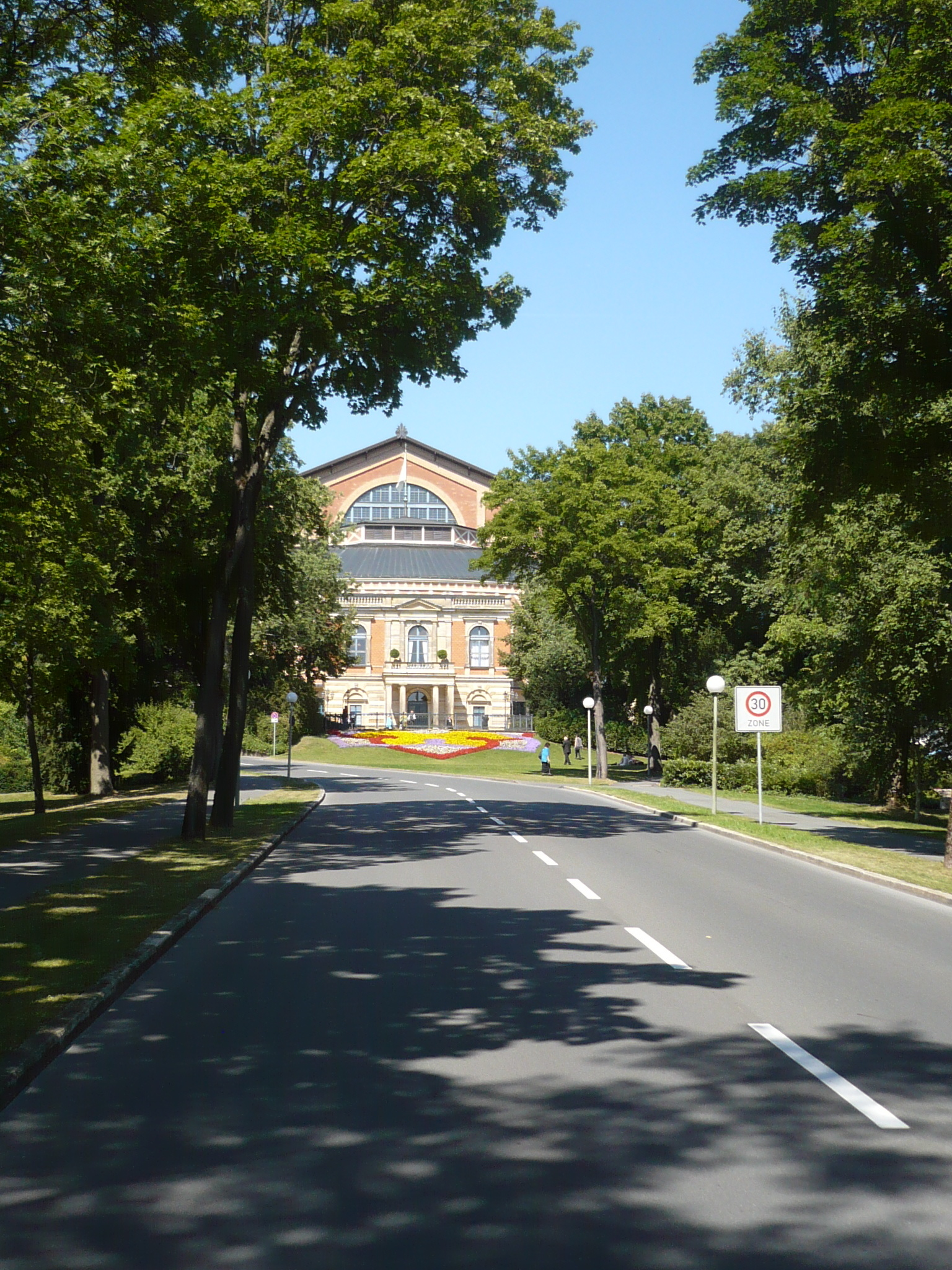
La Siegfried-Wagner-Allee

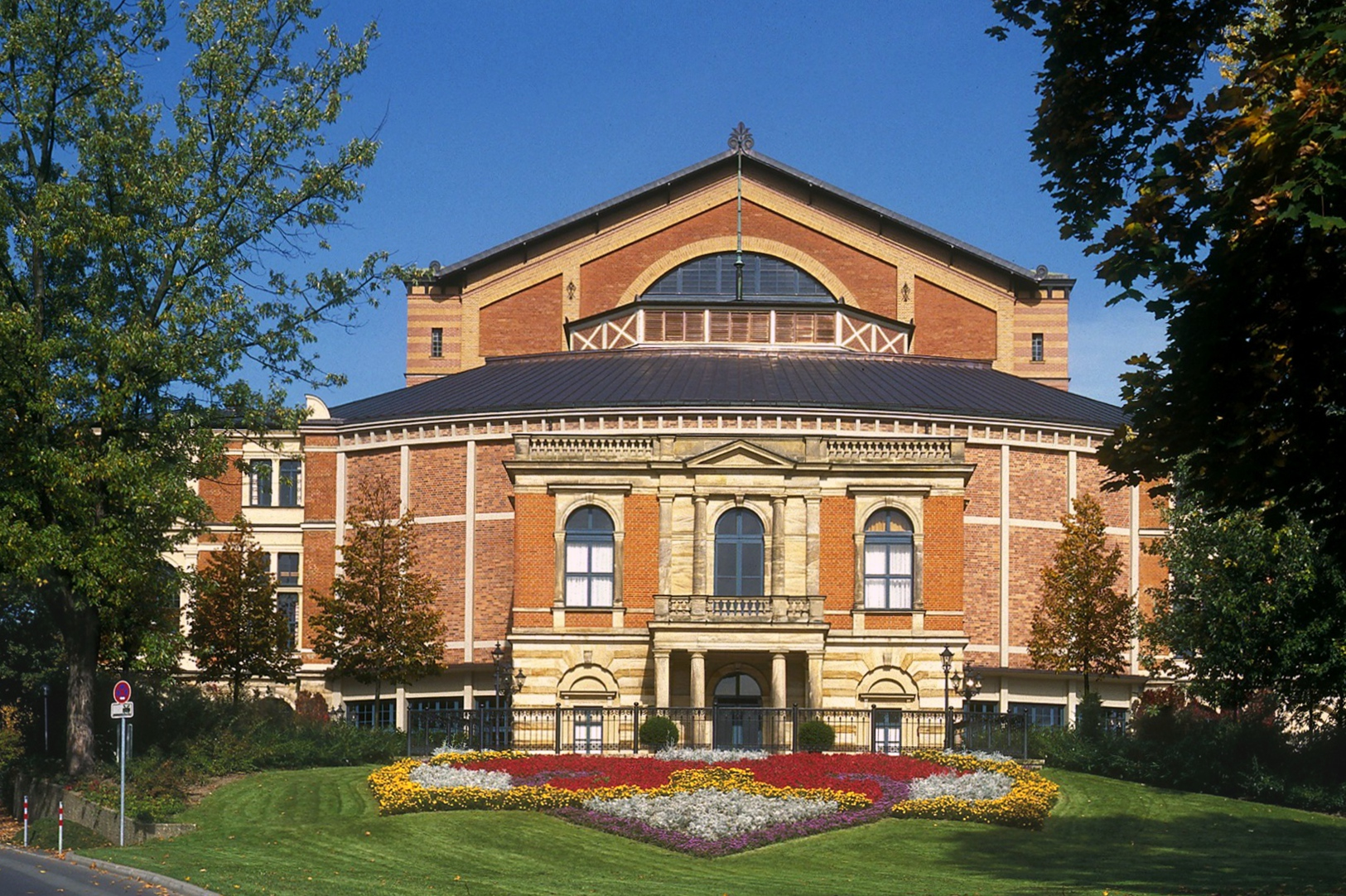
Le Festspielhaus de Bayreuth

La Colline verte (en allemand : Grüner Hügel) est l'endroit où Richard Wagner a fait construire sa maison d'opéra, de 1872  à 1875, le Festspielhaus (le Palais des festivals) de Bayreuth, uniquement destiné aux œuvres du compositeur. Par analogie, l'appellation désigne le théâtre lui-même ou le festival de Bayreuth. Les wagnérophiles français l'appellent aussi la Colline sacrée.

## Toponymie
Le nom Grüner Hügel fait référence à une colline du même nom à Zurich, [1], sur laquelle se trouve la Villa Wesendonck. Wagner y a vécu d'avril 1857 à août 1858. C'est là qu'il compose une partie de son Anneau du Nibelung (La Walkyrie), Tristan et Isolde et les Wesendonck Lieder.
Dans le langage local, le terme Festspielhugel (« Colline des festivals ») est souvent employé pour désigner la Grüner Hügel.

## Géographie
La colline verte n'est pas une élévation indépendante, mais une section du versant sud du Hohewarte, dans le Fichtelgebirge. Elle constitue la limite bâtie de la ville de Bayreuth au nord, elle est encadrée au sud-est par des jardins, à l'est et au nord-est par des quartiers urbains majoritairement créés après la Seconde Guerre mondiale.

## Histoire
Avant la construction du Festspielhaus, le terrain était une terre agricole, portant le nom de Louisenburg. Il y avait une maison forestière et une auberge, située près de l'actuelle Tristanstraße.
Le Festival de Bayreuth est fondé par Richard Wagner. Initialement, il doit avoir lieu dans l'Opéra des Margraves (XVIIIe siècle). Mais celui-ci ne convient pas aux projets du compositeur. C'est en 1864 que son mécène, le roi Louis II de Bavière, lui offre les moyens financiers pour y construire sa propre maison d'opéra. L'architecte Gottfried Semper en dessine les plans.
Le terrain est cédé gratuitement par la ville de Bayreuth. Wagner reçoit une aide du banquier local Friedrich von Feustel et finance les travaux par ses fonds propres, des dons privés et divers emprunts. Louis II lui octroie 100 000 thalers. La première pierre est posée le 22 mai 1872.
Le premier festival débute le 13 août 1876, par la l'exécution de l'Anneau du Niebelung, en présence de l'empereur Guillaume Ier, mais pas de Louis II, qui avait cependant assisté aux répétitions.
Les dirigeants nationaux-socialistes du Troisième Reich prévoient un remodelage de la Colline verte  avec une extension monumentale du Festspielhaus. Les tactiques dilatoires de Winifred Wagner ont fait échouer ce projet.

## Description

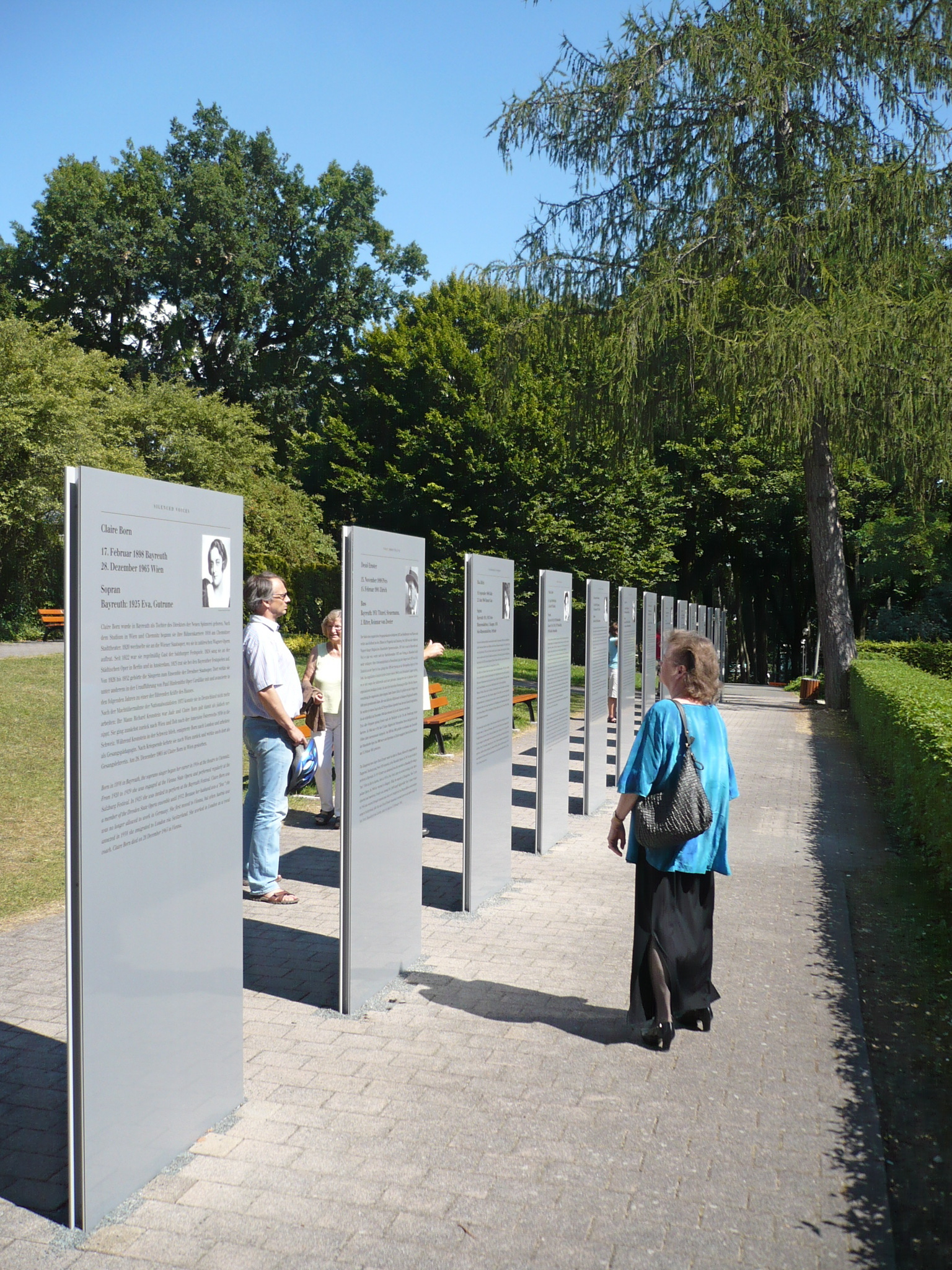
Exposition Verstummte Stimmen dans le parc Richard-Wagner

La Colline verte commence au pied du parc Richard-Wagner-Park, qui est traversé au centre par la Siegfried-Wagner-Allee. La route monte directement vers le Festspielhaus, dont l'avant-corps a été construit en 1882 en l'honneur de Louis II. Elle contourne le bâtiment par la gauche.
Dans la partie ouest du parc, à proximité immédiate du Festspielhaus, a résidé, de 1936 à 1945 Gauleiter de Bavière-Ostmark Fritz Wächtler. La villa a été démolie en 1999. Près du restaurant, à côté du Festspielhaus, depuis 2012, on peut voir l'exposition Verstummte Stimmen : le Festival de Bayreuth et les Juifs (1876-1945).
Le restaurant du festival est situé à côté du Festspielhaus. Il a servi après la Seconde Guerre mondiale en 1950 comme camp pour environ 500 réfugiés.

## Source de traduction
- (de) Cet article est partiellement ou en totalité issu de l’article de Wikipédia en allemand intitulé « Grüner Hügel » (voir la liste des auteurs).